# 小行星82075
小行星82075（2000 YW134）是一個共振外海王星天體和雙星系統，位於太陽系的最外圍。
小行星82075由亞利桑那州圖森市附近基特峰天文台太空監視調查天文學家於2000年12月26日發現的。這個紅色天體與海王星保持著罕見的3:8共振。2002年10月，哈伯太空望遠鏡發現了一顆較小的衛星。

## 外部連結
- Summary data for (82075), Small Bodies Data Ferret
- Asteroids with Satellites, Robert Johnston, johnstonsarchive.net
- Kuiper Belt Object Magnitudes and Surface Colors, Stephen C. Tegler (archived)
- List of Transneptunian Objects, Minor Planet Center
- NASA JPL小天體瀏覽器上的小行星82075